# Shinbun Akahata
Shinbun Akahata és el diari nacional del Partit Comunista Japonès (PCJ). Va ser fundat el 1928 i actualment té edicions diàries i setmanals. Compta amb corresponsals a les capitals de deu països: Pequín, Berlín, El Caire, Hanoi, Londres, Ciutat de Mèxic, Moscou, Nova Delhi, París i Washington DC. Japan Press Weekly és l'edició en anglès del diari.

## Història
El diari va ser fundat el 1928, sis anys després de la creació del JCP va ser prohibit al Japó perquè es considerava subversiu, fet que comportar que es continués publicant en la clandestinitat. El diari va ser legalitzat juntament amb el JCP després de la Segona Guerra Mundial.
Part del seu contingut tracta sobre actualitat política, tot i que també publica reportatges originals sobre una àmplia varietat de temes socials que sovint no es silencien al Japó. La majoria dels diaris japonesos publiquen els noms de presumptes criminals, però Shinbun Akahata es nega a publicar els seus noms, tret que estiguin relacionats amb el crim organitzat o tripijocs de dretes. També s'esforcen per a evitar utilitzar termes oficials per a referir-se a l'emperador del Japó: per exemple, el diari es refereix a la Copa de l'Emperador exclusivament com «un torneig de futbol japonès».
El 1959 Shinbun Akahata tenia una tirada diària d'uns 40.000 exemplars. A finals de 1960, com a resultat de les campanyes de difuaió dutes a terme conjuntament amb les protestes d'Anpo de 1960, la tirada es va ampliar fins als 100.000 exemplars. El 1970 el diari tenia més de 400.000 subscriptors de la seva edició diària i més d'1 milió de subscriptors en la seva edició dominical. A principis de la dècada de 1990 els subscriptors diaris superaven els 3 milions. Tanmateix, el 2007 la tirada diària havia caigut a uns 1,6 milions, i va tornar a caure fins a 1 milió el 2019. El 2024 comptava amb una tirada de 850.000 exemplars.